# Troglohyphantes birsteini
Troglohyphantes birsteini là một loài nhện trong họ Linyphiidae.
Loài này thuộc chi Troglohyphantes. Troglohyphantes birsteini được miêu tả năm 1947 bởi Charitonov.